# Osvaldo Jaldo
Osvaldo Francisco Jaldo (Trancas, 19 de abril de 1958) es un contador público y político argentino, perteneciente al Partido Justicialista. Desde el 29 de octubre de 2023, es el gobernador de la provincia de Tucumán. Antes había sido vicegobernador de la provincia entre 2015 y 2023, desempeñándose como gobernador interino entre septiembre de 2021 y febrero de 2023.

## Biografía
Jaldo es oriundo de la localidad de Trancas, provincia de Tucumán. Se recibió de contador público nacional en la Universidad del Norte Santo Tomás de Aquino.

### Trayectoria política
En 1987 fue elegido intendente de Trancas. Desde 1989 hasta 1995 fue legislador provincial.
En 1995 regresó a la intendencia de Trancas y en 1999 regresó a la Legislatura.
En 2000 fue designado ministro de Economía durante el mandato del gobernador Julio Miranda.
En 2003 fue elegido para un tercer mandato como intendente de Trancas. En 2004 fue designado como interventor de la Caja Popular de Ahorros de la provincia.
En 2007 fue elegido como legislador provincial. En 2009 fue elegido diputado nacional. A pedido del gobernador José Alperovich, renunció al cargo antes de asumir para continuar al frente del Ministerio del Interior.
En 2011 fue elegido legislador provincial. El gobernador decidió mantenerlo al frente del Ministerio del Interior.
En 2013 fue elegido diputado nacional. Al año siguiente fue convocado por el gobernador Alperovich para hacerse cargo del Ministerio del Interior.
En 2015 fue elegido vicegobernador, acompañando en la fórmula a Juan Manzur, cargo para el que fue reelegido en 2019.
En 2017 fue elegido diputado nacional. Renunció antes de asumir.
En 2020 fue elegido titular pro tempore del PARLANOA por sus pares de las provincias de la región.

### Gobernación interina (2021-2023)
En las Elecciones PASO de 2021 generó controversia al romper la unidad del Partido Justicialista de Tucumán al presentarse como candidato a Diputado, generando una interna al enfrentar la lista de candidatos del gobernador Juan Manzur, además de una serie de declaraciones en contra del conductor del gobierno ejecutivo de la provincia. Finalmente, Jaldo al perder la interna con un 39,64% de votos declinó su candidatura a pesar de haber ganado el segundo lugar para las Elecciones Generales, siendo reemplazado por Agustín Fernández. 
En septiembre de 2021, ante la designación del gobernador Manzur como jefe de Gabinete de Ministros, convocado por el presidente de la Nación Alberto Fernández, Jaldo quedó a cargo del Poder Ejecutivo provincial.

### Gobernación de Tucumán (2023-presente)
Para las elecciones provinciales de Tucumán de 2023 se presentó la fórmula de unidad Jaldo-Manzur,pero debido a la inhabilitación de Manzur, finalmente terminó siendo conformada por Jaldo y Miguel Acevedo. La fórmula se impuso por el 54,96 % de los votos contra Roberto Sánchez de Juntos por el Cambio.
En enero de 2024, generó controversias internas en Unión por la Patria luego de que tres diputados nacionales por Tucumán decidieran irse del bloque de la coalición para formar su propio bloque llamado Independencia tras votar a favor del dictamen de la Ley de bases del gobierno de Javier Milei. Luego de esto, el gobernador argumentó que «el gobierno nacional accedió a los pedidos de Tucumán y de los diferentes sectores de la producción» y declaró que no estaban siendo apretados por nadie y actuaban en total libertad. Entre las reacciones negativas se encuentra la del jefe del bloque UxP, Germán Martínez: «El que traiciona una vez, lo hace dos veces». Por su parte, los diputados cercanos a Manzur se mantuvieron en el bloque de Unión por la Patria.

#### Gabinete gubernamental
| Ministerios del Gobierno de Osvaldo Jaldo         | Ministerios del Gobierno de Osvaldo Jaldo | Ministerios del Gobierno de Osvaldo Jaldo |
| Cartera                                           | Titular                                   | Período                                   |
| ------------------------------------------------- | ----------------------------------------- | ----------------------------------------- |
| Ministerio de Gobierno y Justicia                 | Regino Amado                              | 29 de octubre de 2023 - en el cargo       |
| Ministerio de Economía y Producción               | Daniel Abad                               | 29 de octubre de 2023 - en el cargo       |
| Ministerio de Educación                           | Susana Montaldo                           | 29 de octubre de 2023 - en el cargo       |
| Ministerio de Desarrollo Social                   | Federico Masso                            | 29 de octubre de 2023 - en el cargo       |
| Fiscal de Estado                                  | Gilda Pedicone de Valls                   | 29 de octubre de 2023 - en el cargo       |
| Ministerio del Interior                           | Dario Monteros                            | 29 de octubre de 2023 - en el cargo       |
| Ministerio de Salud                               | Luis Medina Ruiz                          | 7 de diciembre de 2021 - en el cargo      |
| Ministerio de Seguridad                           | Eugenio Agüero Gamboa                     | 26 de octubre de 2021 - en el cargo       |
| Secretaría General de la Gobernación              | Federico Nazur                            | 29 de octubre de 2023 - en el cargo       |
| Ministerio de Obras Públicas y Servicios Públicos | Marcelo Nazur                             | 30 de agosto de 2024 - en el cargo        |